# Henri-Claude de Namur d'Elzée
Henri-Claude de Namur d'Elzée de Dhuy (Namen, 15 mei 1749 - Dhuy, 29 april 1819) was een Zuid-Nederlands edelman.

## Geschiedenis
De familie De Namur was een oud adellijk geslacht. Toen Claude de Namur in 1712 tot burggraaf van Dhuy werd benoemd door keurvorst Maximiliaan II van Beieren, was hij al burggraaf van Elzée. De nieuwe titel werd in 1716 herroepen.
Charles-Claude de Namur, zoon van Claude, noemde zich niettemin burggraaf van Dhuy en was burgemeester van Namen. Hij was getrouwd met Angeline de Quarré.

## Levensloop
Henri Claude de Namur d'Elzée de Dhuy, zoon van Charles-Claude, was de laatste heer van Elzée, Laitres, Bayart en Sart. Onder het ancien régime was hij kamerheer van de Oostenrijkse keizer en lid van de Tweede stand van het graafschap Namen. In 1816, ten tijde van het Verenigd Koninkrijk der Nederlanden, werd hij in 1816 erkend in de erfelijke adel met de titel burggraaf, overdraagbaar bij eerstgeboorte, en benoemd in de Ridderschap van de provincie Namen.  
Hij was in 1777 getrouwd met Marie-Isabelle de Haultepenne (1754-1806). Hun oudste zoon, Claude de Namur (° 1788), luitenant bij de dragonders, sneuvelde in 1811 in Spanje.
- Constant-Claude de Namur (1790-1832), zoon van Henri-Claude, trouwde eerst met zijn nicht met Pauline de Coppin de Conjoux (1792-1812) en hertrouwde met Léopoldine de Beauffort (1789-1855).
  - Louise de Namur (1812-1848) trouwde met graaf Victor de Robiano (1807-1864), zoon van senator Eugène de Robiano.
  - Caroline de Namur (1815-1884) trouwde met Louis de Brouchoven de Bergeyck (1805-1868). Zij erfden het kasteel Bayard in Dhuy.
  - Léopoldine de Namur (1817-1866) trouwde met Edouard de Briey (1803-1879).
  - Marie-Philippine (1823-1886) trouwde met Emmanuel Lefèvre d'Ormesson (1808-1882), rekwestmeester bij de Raad van State. Ze zijn de overgrootouders van de Franse romanschrijver, essayist en filosoof Jean d'Ormesson (° 1925), lid van de Académie Française.
  - Florimond de Namur d'Elzée (1826-1890) werd ondervoorzitter van de Belgische Senaat. Hij trouwde met Marie de Saint-Mauris (1834-1914). Het huwelijk bleef kinderloos, zodat met de dood van Florimond in 1890, ook de familie De Namur d'Elzée uitstierf.